# وليام هنري اشلي
وليام هنري اشلي (بالإنجليزية: William Henry Ashley)‏ (و. 1778 – 1838 م) هو سياسي من الولايات المتحدة الأمريكية ولد في مقاطعة باوهاتن.
وهو عضو في الحزب الديمقراطي الأمريكي .

## روابط خارجية
- وليام هنري اشلي على موقع الموسوعة البريطانية (الإنجليزية)
- وليام هنري اشلي على موقع إن إن دي بي (الإنجليزية)